# Хочкис
Хочкис (фр. Hotchkiss et Cie), бивши француски произвођач оружја и аутомобила, активан од 1875. до 1968.

## Историја
Фабрику Хочкис основао је Бенџамин Беркли Хочкис (1826-1885), амерички конструктор пешадијског и артиљеријског оружја и муниције. Његов први проналазак била је цилиндрично-конусна граната коју је 1860. усвојила влада САД. У Француској, где је прешао 1867, конструисао је металну чахуру којом је замењена картонска чахура војничке пушке Шаспо модел 1866 и петоцевни митраљез калибра 37 мм, познат и као cannon-revolver (1873). Митраљез је имао покретне цеви, а непокретни затварач, и прво је аутоматско оружје овог калибра које се пунило сједињеним метком из рамова. Усвојен је у Француској за наоружање тврђава и одбрану ратних бродова од брзих торпедних чамаца. Године 1875. конструисао је магацинску брзометну пушку која је уведена у наоружање британске и француске војске. Исте године (1875) је у париском предграђу Сен Дени основао фабрику оружја, а 1882. у Њујорку је основао предузеће Хочкис за производњу његових митраљеза, са филијалама у Аустро-Угарској, Француској, Русији и Великој Британији.
Производња првих модерних митраљеза, на принципу позајмице барутних гасова, почела је 1897. године.

## Производи

### Митраљези
- Хочкис М1914,
- Хочкис М1930.[2]

### Тенкови
- Хочкис Х35,
- Хочкис Х39.